# 1323
Cette page concerne l'année 1323  du calendrier julien. Pour l'année 1323 av. J.-C., voir 1323 av. J.-C.
L'année 1323 est une année commune qui commence un samedi.

## Événements
- 4 septembre : le grand Khan Souddhipâla est victime d’un complot[1].
- 4 octobre : Yisuntémur est proclamé grand Khan des Mongols sur la rive de la Kerulen[2].
- 11 décembre : Yisuntémur est couronné empereur de Chine à Pékin sous le nom de Taidingdi (fin du règne en 1328)[1].

- Culhuacan déclare la guerre aux Aztèques et les chasse de leurs terres[3].
- Juna Khan, prince-héritier du sultan de Delhi Ghiyath al-Din Tughlûq, prend Warangal puis envahit Jâjnagar dans l’Orissa[4].
- Traité d'Alep : paix entre les mongols houlagides de Perse et les mamelouks[5].

### Europe
- En Bulgarie, Michel Chichman est élu roi au début de l'année, pour succéder à Théodore Svetoslav, qui avait stabilisé l’État bulgare et qui vient de mourir[6].

- 25 janvier : en Lituanie, première mention de Vilnius comme capitale du grand-duc Gediminas[7].
- 6 mars : la Zélande est rattachée définitivement à la Hollande au traité de Paris[8].
- 11 avril : massacre des Pisans en Sardaigne[9]. Le Judicat d'Arborée s'allie à Jacques II d'Aragon contre Pise et Gênes. Le royaume de Sardaigne passe à la maison d’Aragon (1324).
- Avril[10] : à la diète de Nuremberg, Louis IV de Bavière donne le Brandebourg à son fils Louis. Le Brandebourg passe à la maison de Wittelsbach jusqu'en 1373.
- 17 mai : Guigues VIII, dauphin de Viennois, fils aîné de Jean II, épouse Isabelle de France, fille du roi Philippe V le Long[11].
- 30 mai : trêve entre Robert Ier d’Écosse et Édouard II d'Angleterre qui dure treize ans[12].
- 18 juillet : canonisation de Thomas d'Aquin († 1274) par le pape Jean XXII[13].
- 1er août : Roger Mortimer s'évade de la Tour de Londres et se réfugie en France[14].
- 12 août[15] : traité de Nöteborg (Schlüsselburg - Pähkinäsaari) entre la Suède et les Novgorodiens. Il met fin à la guerre de Carélie et fixe pour la première fois la frontière entre la Russie et la Finlande (sous tutelle suédoise). La Finlande est reconnue à la Suède, mais la Carélie du Nord demeure sous domination russe. Cette frontière demeure jusqu'à la fin du XVIe siècle.
- 9 octobre[16] : une bulle du pape Jean XXII casse les élections comme roi des Romains de Louis de Bavière et de son compétiteur Frédéric le Bel.

- 15 octobre : Charles IV le Bel saisit une bastide à Saint-Sardos, dans l'Agenais, bourgade laissée à la France par le traité d'Amiens de 1279. Dans la nuit suivant l'arrivée du sergent venu prendre possession du site pour la Couronne, un propriétaire foncier gascon, Raymond-Bernard de Montpezat, fait brûler le village et pendre l'officier royal, déclenchant la guerre de Saint-Sardos, qui ne prend fin qu'en 1327[17]. Le sénéchal de Guyenne Ralph Basset est impliqué et est exilé en 1324[18].
- 16 octobre : décès du comte Amédée V de Savoie ; Édouard de Savoie lui succède comme comte de Savoie.
- Novembre - décembre[19] : début de la révolte des Karls en Flandre maritime (fin en 1328). Ce soulèvement, mené par les riches paysans, gagne les villes de Bruges et d’Ypres.
- 8 novembre[20] : fondation à Toulouse de la Compagnie du Gai Sçavoir (future Académie des Jeux floraux) par les sept troubadours dans le but de perpétuer les traditions du lyrisme courtois et de défendre la poésie en langue d'oc.

- Communauté juive de Valence (France)[21].
- En Hongrie, Carobert installe sa cour à Visegrád, sur une boucle du Danube[22].
- Georges II monte sur le trône de la principauté de Galicie-Volhynie[23].